# Hohokam
 Der er for få eller ingen kildehenvisninger i denne artikel, hvilket er et problem. Du kan hjælpe ved at angive troværdige kilder til de påstande, som fremføres i artiklen.

Hohokam-kulturen levede fra 100 f.kr-1.500 e.kr. De levede i området hvor Tucson og Phoenix ligger i dag.
Man har fundet såkaldte helleristninger i det område, som man mener er lavet af Hohokam-kulturen.
De var dog ikke de eneste kultur der lavede dem, Hopi, Pima, Anasazi, Nimbre og Mogollon har også lavede helleristninger.
En over 1.000 år gammel amerikansk klipperistning har vist sig at illustrere en meget klar supernova, som oplyste himlen fra 1. maj 1006. Konklusionen er truffet ved at sammenligne med meget nøjagtige kort over himlen som de så ud dengang. Og den ekstra stjerne er præcist, hvor supernovaen dukkede op. Man undersøger om Hohokam-kulturen har lavet den. Desuden har Amerikanske arkæologer har fundet 21 små dyrefigurer i brændt ler ved udgravningen af en 1000 år gammel hohokam-indianerlandsby i Arizona. Kun 27 lignende eksemplarer er udgravet i årenes løb, og fundene har til enhver tid undret eksperterne. Tidligere troede de, at figurerne forestillede lamaer, men nu mener de, at der er tale om tamme hunde. Hundene er ikke større end en håndflade og har alle af deres kunstner fået individuelle ansigtsudtryk. Hvad indianerne brugte dem til, er endnu en gåde for arkæologerne.